# Stazione di Grumo Appula
La stazione di Grumo Appula è una stazione ferroviaria situata nel territorio di Binetto, ma posta a servizio della città di Grumo Appula, ubicata lungo la linea Bari–Taranto.

## Strutture e impianti

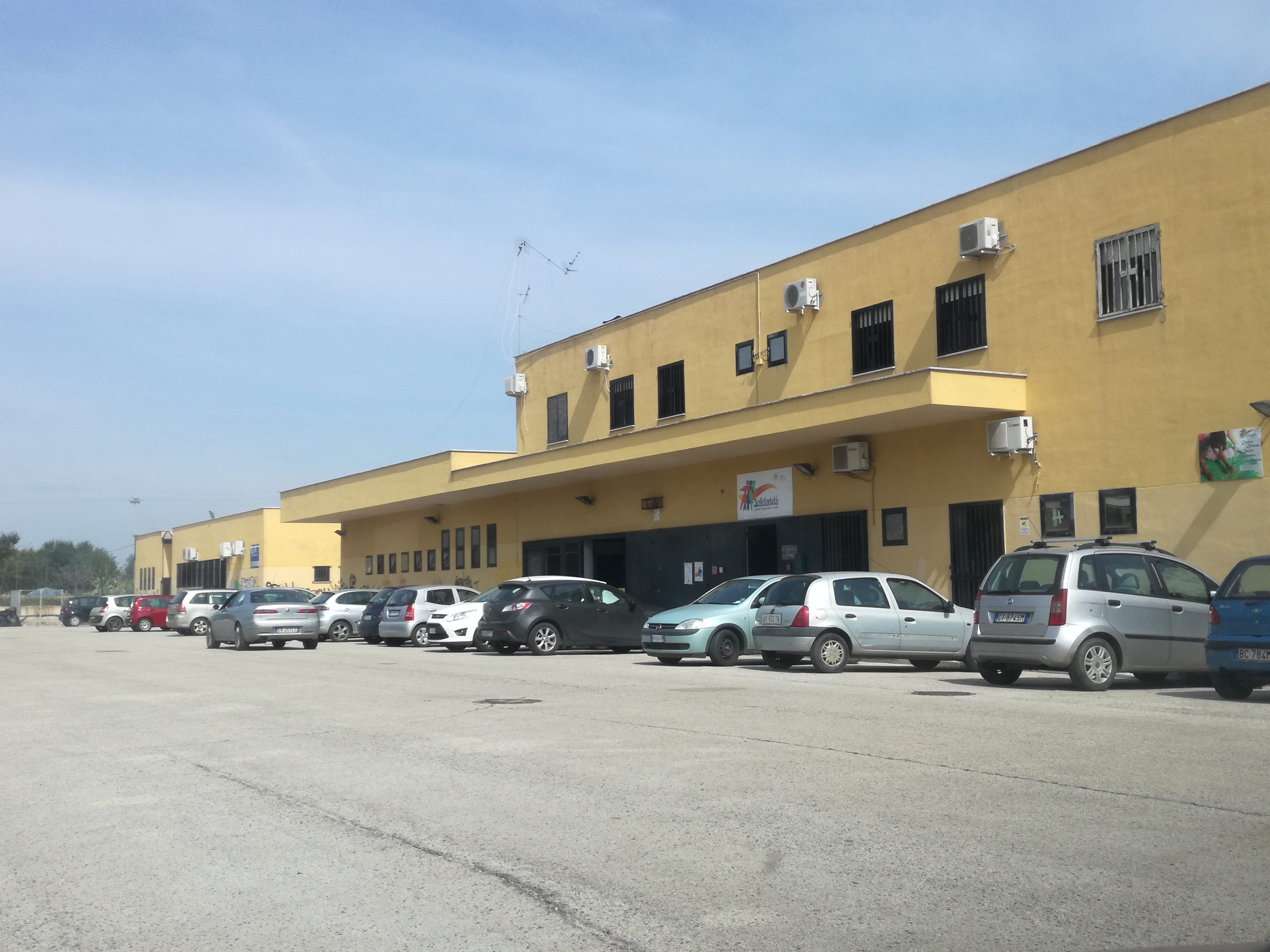
Esterno della stazione

La stazione è dotata di un fabbricato viaggiatori ospitante una sala d'attesa e la dirigenza del movimento.
Il fascio dei binari era composto da tre binari passanti (cui uno è tronco), oggi ridotti ai soli due di corsa, per il servizio passeggeri ed è munito di due banchine, collegate tra loro tramite un sottopassaggio. Sono presenti anche due binari tronchi un tempo usati per il servizio merci (ora non utilizzato come scalo merci)

## Servizi
La stazione dispone di:
- Sala d'attesa